# Medicare Egészségközpont Zrt.
A Medicare (korábban Medicover) egy egészségbiztosító és magánegészségügyi szolgáltató. Az egészségközpont első rendelőjét 1998-ban nyitotta meg Budapesten. A magyar magánegészségügyi piacon az elsők közt indította el az átalánydíjas kártyás egészségügyi szolgáltatást, valamint 2003-tól az egészségbiztosítási csomagjait.
A Medicare szolgáltatásait Budapesten három helyszínen: a VI. kerületi Eiffel téren, a XII. kerületi Alkotás Point Irodaházban, valamint a XIII. kerületi Vision Towersben található Medicare Kórházban és Diagnosztika Központban nyújtja. Az intézmény Győrben, Debrecenben, Pécsen, Pakson, Szegeden, Székesfehérváron, Miskolcon, Tatabányán és Veszprémben saját klinikával rendelkezik, további 600 szerződött partnerrel pedig országosan is elérhető.

## A Medicare szolgáltatásai
- Vállalati egészségbiztosítási csomagok: magán egészségügyi járóbeteg-szakellátás az országos hálózat bármely pontján.
- Foglalkozás-egészségügyi szolgáltatás
- Járóbeteg-ellátás több mint 40 szakágban, például: allergológia, általános laboratórium, belgyógyászat, bőrgyógyászat, dietetika, EKG, endokrinológia (hormonális eredetű betegségek), fül-orr-gégészet, gasztroenterológia, gyermekgyógyászat, kardiológia, neurológia, nőgyógyászat, ortopédia, proktológia, pulmonológia, reumatológia, sebészet, szemészet, urológia stb.
- Fekvőbeteg-ellátás: fül-orr-gégészeti, általános sebészeti, nőgyógyászati, ortopédiai, daganazsebészeti, érsebészeti, gerincsebészeti, gyermeksebészeti, kéz- és lábsebészeti, szemészeti és urológiai beavatkozások.
- Fejlett diagnosztika: digitális röntgen, ultrahang, CT, MR, ODM (csontsűrűségmérés), mammográfia, emlőtomoszintézis, endoszkópia (kolonoszkópia, gasztroszkópia).
- Fogászatok: dentálhigiéniás kezelés, fogfehérítés, fogpótlás, fogszabályozás, implantátum, konzerváló fogászat, szájsebészet Budapesten, Pécsen, Miskolcon, Békéscsabán, Szolnokon, Egerben, Győrben, Veszprémben, Szegeden, Tatabányán és Székesfehérváron.
- Kiegészítő terápiák: gyógytorna, fizioterápiás kezelések, gyógymasszázs, infúziós kezelés, pszichiátria.

- Laborpontok: több mint 300 féle laborvizsgálat és több mint 50 célzottan összeállított laborcsomag érhető el akár aznapi mintavétellel, időpont nélkül Budapesten (Kiskorona Laborpont), Békéscsabán, Egerben, Érden, Gödöllőn, Kecskeméten,     Nyíregyházán, Sopronban, Szolnokon és Szombathelyen.
- Esztétikai Klinika: lézeres és felöltéses kezelések, plasztikai műtétek, alakformáló testkezelések, orvosi akupunktúra és mozgásszervi kollagénterápia az Eiffel Klinikán.
- Szülészet: várandósgondozási és szülési csomagok a Váci úti Kórházban.
- Gyógyszertárak: széles termékválaszték Budapesten két helyszínen, Tatabányán és Székesfehérváron.
- Optikák: professzionális Zeiss látásvizsgálat, luxus-, prémium- és fast fashion márkás szemüvegek és napszemüvegek az Eiffel Klinikán, Westendben és az Etele Plazaban.
- Life1 Fitness hálózat: edzőterem, csoportos órák és személyi edzés az Allee, Corvin, Etele, Nyugati, Springday és Váci35 klubokban.
- Springday Étterem és Kávézó: reggelik, ételrendelés és pizzák Újpest szívében.
- Patológia Kistarcsán
- A Medicare 2023-ban megalapította saját biztosítóját a Medicare Biztosítót.